# Naturalistische dwaling
De naturalistische dwaling (Engels: naturalistic fallacy) is een  drogreden geïntroduceerd door de Britse filosoof George Edward Moore in zijn boek Principia Ethica (1903). Moore stelde dat een filosoof deze drogreden begaat wanneer hij een ethische stelling wil bewijzen door een beroep te doen op een definitie van het concept "goed" die bestaat uit "natuurlijke" eigenschappen zoals genotsvol, beschaafd of gewenst. Volgens Moore is dit ongeldig, want men kan van deze eigenschappen nog steeds blijven vragen of ze wel echt goed zijn. Breder wordt er naar deze drogreden verwezen wanneer iemand het goede of het juiste wil afleiden van wat het natuurlijke of het feitelijke is. Deze stelling is dus een kritiek op het ethisch naturalisme.

## Verschillende toepassingen
Sommige mensen gebruiken het label "naturalistische dwaling" (of ook wel "beroep op de natuur") om argumenten te karakteriseren in de vorm van: "Dit gedrag is natuurlijk en daarom is het ook moreel aanvaardbaar" of "Dat gedrag is onnatuurlijk en het is dus moreel verwerpelijk". Zulke argumenten komen bijvoorbeeld vaak terug in debatten rond homoseksualiteit, ecologisme en veganisme.
De psycholoog Steven Pinker beschreef twee vormen van deze drogreden:
"The naturalistic fallacy is the idea that what is found in nature is good. It was the basis for Social Darwinism, the belief that helping the poor and sick would get in the way of evolution, which depends on the survival of the fittest. Today, biologists denounce the Naturalistic Fallacy because they want to describe the natural world honestly, without people deriving morals about how we ought to behave—as in: If birds and beasts engage in adultery, infanticide, cannibalism, it must be OK)."
en
"The moralistic fallacy is that what is good is found in nature. It lies behind the bad science in nature-documentary voice-overs: lions are mercy-killers of the weak and sick, mice feel no pain when cats eat them, dung beetles recycle dung to benefit the ecosystem and so on. It also lies behind the romantic belief that humans cannot harbor desires to kill, rape, lie, or steal because that would be too depressing or reactionary."

### Hetis-oughtprobleem
De term "naturalistische dwaling" wordt ook soms gehanteerd om de deductie van "zijn" naar "moeten" te beschrijven. Ook het omgekeerde geval bestaat, zoals Pinker hierboven al beschreef, in de vorm van de moralistische dwaling: men leidt het bestaande af van het goede. In de natuur zou volgens deze stelling sowieso het goede voorkomen. Het bekendste voorbeeld van de naturalistische dwaling is misschien wel het sociaal darwinisme: aanhangers van deze theorie concludeerden uit het feit dat de mens een product is van natuurlijke selectie en survival of the fittest, dat men de maatschappij ook zo moet inrichten dat de sterkste in het voordeel blijven en de zwakken zich niet kunnen voortplanten.

### G.E. Moore
De term is vooral bekend door het werk van George Edward Moore en met name in zijn Principia Ethica (1903). De naturalistische dwaling wordt volgens Moore gemaakt wanneer men een stelling in de ethiek probeert te staven door te verwijzen naar een definitie van "het goede" in termen van naturalistische eigenschappen zoals pleziervol, genotsvol, beschaafd of natuurlijk. In feite gaat hij bij Moore dus niet enkel om een "beroep op de natuur", maar evengoed het gevaar van een funderen van de ethiek in een metafysisch kader.
Moore verdedigt zijn stelling door te zeggen dat de term "goed" ondefinieerbaar is. De term goed is "one of those innumerable objects of thought which are themselves incapable of definition, because they are the ultimate terms by reference to which whatever is capable of definition must be defined." Moore stelt dat elke poging om de term "goed" te definiëren bij voorbaat gedoemd is om te falen. Als men "goed" immers in termen van genotsvol of beschaafd kan definiëren, dan moeten vragen als "maar is genotsvol wel echt goed?" of "is beschaafd wel echt goed?" triviaal te beantwoorden zijn. Dit is echter niet het geval, men kan nog steeds betwijfelen of het genotsvolle wel degelijk het goede is, enzovoort. Dit staat bekend als het open-vraagargument (open question argument).